# 歐文·史密斯

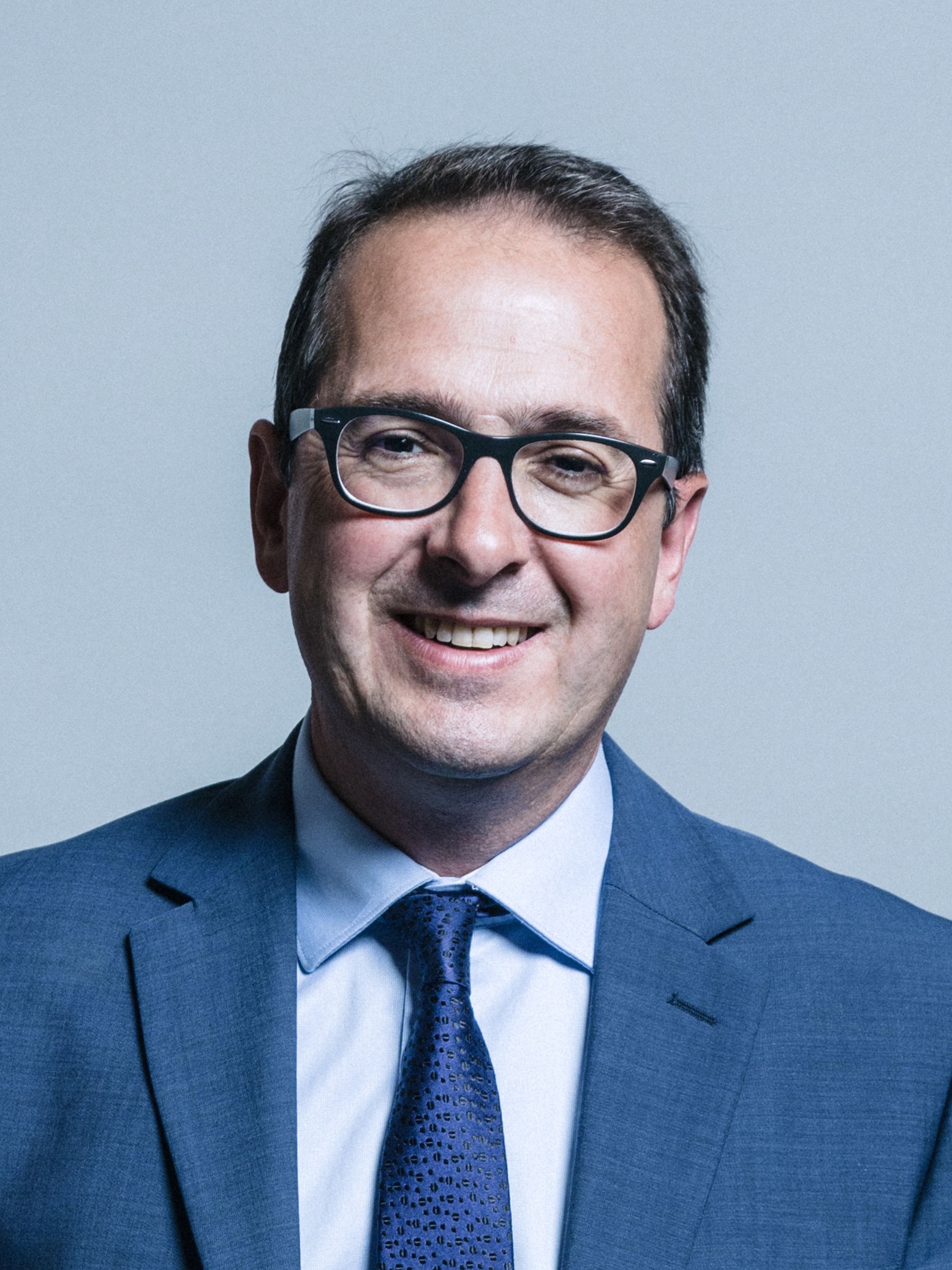

歐文·史密斯（英語：Owen Smith；1970年5月2日—）是一位威爾斯工黨政治人物。他自2010年開始擔任英國下議院議員，代表龐特浦里德選區。在踏入政界之前，他是BBC廣播的製作人。